# Bevadulva
A Bevadulva (eredeti cím: Savage Dog) 2017-es amerikai harcművészeti akciófilm, melyet Jesse V. Johnson írt és rendezett. A főbb szerepekben Scott Adkins, Vladimir Kulich, Marko Zaror, Cung Le és JuJu Chan látható.
Az Amerikai Egyesült Államokban 2017. augusztus 4-én mutatták be a mozikban, Magyarországon DVD-n jelent meg szinkronizálva 2019 júniusában.

## Cselekmény
A film 1959-ben játszódik Indokínában. Martin Tillman (Scott Adkins), aki jelenleg börtönben ül, gazdag bűnözők által fogadott versenyeken harcol. Amikor büntetése lejár, a korrupt börtönhatóságok meg akarják akadályozni, hogy kiszabaduljon. Amikor megfosztják attól, ami a legértékesebb számára, bosszúra készül.

## Szereplők
| Színész         | Szereplő              | Magyar hang         |
| --------------- | --------------------- | ------------------- |
| Scott Adkins    | Martin Tillman        | Galambos Péter      |
| Marko Zaror     | Jean-Pierre Rastignac | Sarádi Zsolt        |
| JuJu Chan       | Isabelle              | Laurinyecz Réka     |
| Cung Le         | Boon                  | Turi Bálint         |
| Vladimir Kulich | Steiner               | Rosta Sándor        |
| Keith David     | Valentine / Narrátor  | Barbinek Péter      |
| Charles Fathy   | Amarillo              | Petridisz Hrisztosz |
| Matthew Marsden | Harrison              | Király Adrián       |